# Dennis Lawrence (Skilangläufer)
Dennis Lawrence (* 25. Oktober 1965 in Shaunavon) ist ein ehemaliger kanadischer Skilangläufer.
Lawrence trat international erstmals bei den Junioren-Skiweltmeisterschaften 1985 in Täsch in Erscheinung. Dort belegte er den 31. Platz über 15 km und den neunten Rang mit der Staffel. Bei den nordischen Skiweltmeisterschaften 1987 in Oberstdorf errang er den 52. Platz über 15 km klassisch und bei den Olympischen Winterspielen 1988 in Calgary den 47. Platz über 15 km klassisch, den 43. Platz über 50 km Freistil und zusammen mit Yves Bilodeau, Al Pilcher und Pierre Harvey den neunten Platz mit der Staffel.